# Teodoros Katsanewas
Teodoros Katsanewas (gr. Θεόδωρος Κατσανέβας; ur. 13 marca 1947 w Atenach, zm. 8 maja 2021) – grecki polityk, ekonomista i wykładowca akademicki, w latach 1989–2004 deputowany do parlamentu Grecji z ramienia Ogólnogreckiego Ruchu Socjalistycznego (PASOK), założyciel i przewodniczący Demokratycznego Greckiego Ruchu Pięciu Gwiazd „Drachma”.
Absolwent University of Warwick, tytuł doktora ekonomii w zakresie ekonomiki pracy uzyskał na London School of Economics. Był profesorem ekonomii na Uniwersytecie w Pireusie.
W latach 1981–2000 był mężem Sofii Papandreu, córki Andreasa Papandreu, premiera Grecji w latach 1993–1996. W swoim testamencie Andreas Papandreu określił Katsanewasa jako „hańbę dla rodziny” i oskarżył go o chęć wykorzystania jego imienia i imienia jego ojca, Jeorjosa Papandreu (trzykrotnego premiera Grecji), do celów politycznych.
Ze względu na opisanie tej sytuacji w poświęconym mu artykule w greckiej Wikipedii, w czerwcu 2013 roku Teodoros Katsanewas wniósł pozew sądowy przeciwko jednemu z twórców tej encyklopedii oraz przeciwko Greckiemu Stowarzyszeniu Wolnego i Otwartego Oprogramowania (GFOSS, gr. ΕΕΛ/ΛΑΚ), oskarżając ich o zniesławienie i domagając się 200 tys. euro zadośćuczynienia i wymierzenia kary pozbawienia wolności na okres 1 roku wobec 21-letniego użytkownika posługującego się pseudonimem „Diu”.